# 温泉街道 (京山市)
温泉街道是中华人民共和国湖北省荆门市京山市下辖的一个街道办事处。

## 行政区划
温泉街道下辖以下村级行政区划单位：
桂花台社区、任畈社区、莲山村、城山村、窑山村、高潮村、五四村、水峡口村、赵家畈村、文峰村、汤堰村、舒家台村和月堰湾社区。